# N316 (België)
De N316 is een gewestweg in de Belgische provincie West-Vlaanderen. De weg ligt volledig op grondgebied van de gemeente Bredene. De weg heeft een totale lengte van ongeveer 4 kilometer.

## Traject
De N316 loopt vanaf de N9 naar het noordwesten en loopt door Bredene. In Bredene-Duinen sluit de weg aan op de N317, die hier parallel loopt met de N34.
De route gaat in Bredene voor stukje door het winkelgebied. Dit gedeelte is dan ook niet toegankelijk voor auto's. De rest van de route is smal aangelegd en meer bedoeld voor het lokale verkeer dan voor het doorgaande verkeer. Langs de route is het wegnummer op geen enkele wijze terug te vinden.